# 鄧九雲
鄧九雲（Joanne Deng，1983年2月26日—），台灣女演員、模特兒、作家，國立政治大學韓國語文學系及廣告學系雙學位，為林依晨韓文系的同學；英國艾塞克斯大學東15表演學院表演碩士。全智賢來台灣拍可口可樂廣告時，相貌相似的鄧九雲曾擔任替身，因此有「小全智賢」的封號。
2011年，鄧九雲因和香港女歌手何韵诗演出舞台剧《贾宝玉》傳出緋聞，2016年傳出分手。2023年鄧九雲宣布已結婚，丈夫是電影工作者。

## 作品

### 劇集
| 首播年份 | 劇名                                | 角色     |
| 2006年   | 愛情經紀約                          | 芳華     |
| 2006年   | 熱情仲夏                            | 毛翔齡   |
| 2006年   | 美味關係                            | 陸川琳   |
| 2007年   | 櫻野三加一                          | 風鈴女孩 |
| 2009年   | 杜拉拉升職記                        | 麥琪     |
| 2010年   | 女王不下班                          | 小惠     |
| 2011年   | 醉後決定愛上你                      | Peggy    |
| 2011年   | 我的燦爛人生                        | 佳樂     |
| 2011年   | 勝女的代價                          | 愛咪     |
| 2012年   | 麵包樹上的女人                      | 美之     |
| 2015年   | 落日 (電視劇)                       | 黃曉玫   |
| 2015年   | 我的鬼基友                          | 戴正男   |
| 2015年   | 长在面包树上的女人                  | 宋美之   |
| 2015年   | 一把青                              | 處長夫人 |
| 2017年   | 勞動之王                            | 張雨桐   |
| 2018年   | 你的孩子不是你的孩子-茉莉的最後一天 | 女作家   |
| 2019年   | 如果愛，重來                        | 汪美樂   |
| 2020年   | 未來媽媽                            | 王蕾     |
| 2025年   | 零日攻擊                            | 莊又如   |

### 電影
| 上映年份 | 片名     | 角色 |
| 2021年   | 揭大歡喜 | 羅豪 |
| 2023年   | 溟溟     | 雅潔 |

### 舞台劇
- 2004年：殘缺
- 2004年：沈睡
- 2004年：I love you, you are perfect, now change.
- 2011－2013年：賈寶玉
- 2013年：三國
- 2014－2015年：恨嫁家族
- 2016年: 純屬張愛玲個人意見、百年孤寂
- 2017年:人間條件六
- 2018年:給未知戀人的愛情短信

### 廣告
- 2005年：台新銀行story現金卡
- 2005年：中華電信
- 2005年：麥當勞
- 2005年：ＩＫＥＡ
- 2007年：白蘭氏
- 2021年：好侍咖哩

### 個人著作
- 2013年：Little Notes 1: Dear you, Dear me（卡片文字、禮盒組）
- 2014年：Little Notes 2: 小姐狗與流氓貓（卡片文字、禮盒組）
- 2015年：用走的去跳舞（小說），ISBN 978-986-913-363-0
- 2015年：我的演員日記（散文隨筆），ISBN 978-986-913-364-7
- 2016年：暫時無法安放的（小說），ISBN 978-986-925-573-8
- 2018年：最初看似新奇的東西（小說），ISBN 978-986-963-171-6
- 2019年：女兒房（小說），ISBN 978-986-977-222-8
- 2023年：女二（小說），ISBN 978-986-3428-04-6

### 創作專欄
- BIOS Monthly
- 青春名人堂（聯合新聞網）

## 外部連結
- MissNine九號書店－鄧九雲的部落格
- 鄧九雲的Facebook專頁（公眾）
- 鄧九雲的新浪微博
- 鄧九雲在豆瓣上的资料（简体中文）
- 鄧九雲在时光网上的簡介（简体中文）